# Ле Ване (Прато)
Ле Ване је насеље у Италији у округу Прато, региону Тоскана.
Према процени из 2011. у насељу је живело 107 становника. Насеље се налази на надморској висини од 37 м.